# Limnaecia leptomeris
Limnaecia leptomeris là một loài bướm đêm thuộc họ Cosmopterigidae. Nó được tìm thấy ở Úc.